# Евангелион (робот)
Евангелион (яп. エヴァンゲリオン Эвангэрион) (сокращённо — «Ева») — человекоподобные биомеханические роботы из одноимённых аниме-сериала и манги «Евангелион», а также созданной по ним медиафраншизы. Название данных роботов происходит от «Евангелие» и было выбрано автором, поскольку «звучало замысловато». Согласно сюжету, данные роботы выступают основным оружием в войне против загадочных созданий, «Ангелов», по неизвестным причинам регулярно атакующих планету. Изначально управление данными роботами доступно лишь немногим четырнадцатилетним подросткам, называемым «Детьми», однако, позднее разрабатывается и способный их заменить псевдопилот.
В 2009 году косплей Евангелиона-01, полностью воспроизводящий внешний вид робота, стал маскотом Комикета-76. В 2017 году 25-метровая статуя Евангелиона-01 в Шанхае вошла в книгу рекордов Гиннесса как крупнейшая статуя Евангелиона.

## Дизайн
Дизайн Евангелионов был создан художником Икуто Ямаситой. Режиссёр сериала Хидэаки Анно потребовал от него робота, похожего на демона они, гиганта, едва подчиняющегося человеку. По его словам, под образом «робота-монстра» скрывается не столько робот, сколько гигантский человек. В итоге дизайн робота стал напоминать книгу о Гулливере. Ради своих идей по дизайну Ямасите пришлось отказаться от планов, в которых робот одним своим видом уже показывал свои силу и величие. Однако он признаёт, что, возможно, это было не то, чего от него ожидал режиссёр, а дизайн вызвал множество споров среди создателей.

## Описание
Согласно сюжету, Евангелионы или «Серия Ева» (яп. エヴァシリーズ Эва сири:дзу) представляют собой клоны прародителя Ангелов, Адама. Система же управления построена на технологии переноса личности в органический компьютер, использованной также при создании суперкомпьютеров Маги. Отдельные Евангелионы не имеют собственных названий и различаются по порядковым номерам. Подобно Ангелам, Евангелионы способны применять AT-поле, представляющее собой некий барьер, практически непроницаемый для обычного оружия, и позволяющее проникать сквозь вражеское AT-поле. Данная возможность позволяет Евам эффективно противостоять Ангелам.
Разработки Евангелионов были начаты институтом Gehirn, и первые неудачные образцы попали на свалку за десять лет до событий, описанных в сериале. В ходе разработки Евы-01 внутри неё погибла одна из разработчиков, Юи Икари, чей сын позднее стал пилотом данного Евангелиона. Официально это было названо несчастным случаем, хотя ходили слухи, что Юи была убита своим мужем. Её душа осталась заключённой внутри Евы и в трудных ситуациях помогала своему сыну. Позднее, в ходе одного из экспериментов с Евой-02, сошла с ума и в итоге повесилась другая учёная, Кёко Цеппелин Сорью. Её дочь также стала пилотом соответствующего Евангелиона. О каких-либо происшествиях во время создания Евы-00 в сериале не сообщается. На момент начала сериала и манги были завершены три Евангелиона — Ева-00, Ева-01 и Ева-02. После расформирования института Gehirn его работы с Евангелионами были продолжены институтом Nerv.
Евангелионы представляют собой крайне дорогое оружие, ремонт двух экземпляров которого способен разорить целую страну. При их запуске отслеживается состояние «берсерка» (яп. 暴走 бо:со:), при котором Евы выходят из-под контроля. Броня на них предназначена для сдерживания их силы. Но несмотря на такие предосторожности, Евы всё равно иногда впадают в состояние берсерка, и на практике броня Евы-01 оказалась неспособной сдержать её. Во время боя Евангелионы потребляют большое количество электроэнергии, поставляемой им по специальному питающему кабелю. Также они имеют внутренние батареи. В зависимости от режима потребления, данных батарей хватает от одной до пяти минут боя; в режиме поддержания жизнедеятельности — более чем на шестнадцать часов. Также изучался S2-двигатель, используемый как источник энергии Ангелами. Однако, его установка в Еву-01 в конце сериала была расценена как богохульство. В бою Евангелионы, помимо собственного AT-поля, используют также различное холодное и огнестрельное оружие. Также, при необходимости, они могут использовать дополнительное защитное снаряжение, позволяющее Евангелионам, например, погружаться в жерло вулкана.
Для управления Евангелионом его пилот должен обладать способностью к так называемой синхронизации со своим роботом. Согласно сюжету, на это способны лишь некоторые четырнадцатилетние подростки, называемые «Детьми». При этом, на уровень синхронизации с Евангелионом влияют как способности пилота, так и некие «Personal pattern» (яп. パーソナルパターン Па:сонару Пата:н) (в русском переводе — «Матрицы личности»), сходство которых позволяет пилоту сохранять свою синхронизацию неизменной при смене Евы. Теоретически, каждый из пилотов может пилотировать любую Еву и в одной из серий пилота Евы-01 назначали резервным пилотом Евы-02. Реально, однако, Евангелион может не принять непонравившегося ему пилота. Позднее был также разработан псевдопилот, имитирующий мыслительные процессы пилота, послужившего ему основой. Хотя данная технология не позволяла оцифровать сердце и душу, она дала возможность управлять Евангелионом без участия живого пилота. Однако, использовать псевдопилот удалось всего один раз и при повторной попытке он был отвергнут Евангелионом.
С выходом полнометражного мультфильма The End of Evangelion образ Евангелионов перетерпел некоторые изменения. В оригинальном сериале под «Серией Ева» подразумевались Евангелионы как таковые. В The End of Evangelion, однако, данным термином стали обозначаться промышленные образцы Евангелионов, используемые организацией Seele. Одновременно с этим было объявлено, что Евангелион-01 является клоном прародительницы человечества, Лилит, и Юи Икари намеренно переселилась внутрь него. Также в полнометражном фильме была показана душа Кёко Цеппелин Сорью, обитающая в Еве-02.

## Прототипы и тестовые Евангелионы

### Евангелионы-предшественники
23 серия раскрывает что Nerv сделал несколько дюжин неудачных попыток создать работающий Евангелион. Останки этих неудачных Ев спрятаны на одном из нижних уровней штаб-квартиры Nerv. У них у всех оранжевая головная броня (на остальной части скелета брони нет в принципе). У первого существа-прототипа показано пять глаз-камер. У большинства этих бракованных Ев органические части давно сгнили, оставив не более чем бронированные головы, соединённые с хребтом, иногда с неполным набором конечностей. Многие из этих скелетов крайне деформированные, что свидетельствует о том, что их первоначальный облик был устрашающе неправильным.
Вырезанная режиссёрская версия 23 серии расширяет эту тему. В оригинальной версии, бракованные прототипы Ев лежали на большом пустом полу, останки их конечностей были тщательно прилажены к позвоночникам и остальным частям тела, а вокруг останков нанесён контур соответствующий тому, какое бы положение занимала Ева, если бы была целой. Когда Синдзи говорит, что это должно быть что-то вроде «кладбища» для Ев, Рицуко говорит, что это всё не настолько сложно, и не более чем «свалка» для выброшенных прототипов. Режиссёрская версия показывает эту «свалку» более чётко: оставшиеся части тела десятков неудачных Ев беспорядочно свалены в серии сточных ям в земле.
В The End of Evangelion, в то время, когда Мисато везёт Синдзи к Еве, можно увидеть множество бракованных Ев, подвешенными вертикально за головы. Головы сами по себе демонстрируют большое количество различных вариаций лицевого строения, иногда выглядя почти как человеческие черепа. На других кадрах можно видеть метки отличий позвоночника человека (такие как 3-6 шейные позвонки).

### Имитационные тела
Три незавершённых Евангелиона хранятся в секции Прибноу в штаб-квартире Nerv. Они лишены брони, ног и ядер, и имеют многочисленные кабели выходящие из шеи вместо голов. Эти машины были в конечном итоге инфицированы одиннадцатым Ангелом, Ируилом.
«Evangelion: 1.0 You Are (Not) Alone» показывает, что в тренировочном стрелковом симуляторе используется имитационное тело, в отличие от аниме или манги, где показана Ева-01 с присоединённым снаряжением для симуляции.

### Прототипы Евангелионов
Первые две Евы являются прототипами и предназначаются, в первую очередь, для продолжения исследований и экспериментов Nerv. На протяжении всего сериала Nerv в конкуренции с Seele старается всеми силами сохранить свою монополию на Ев, из-за личных интересов командующего Икари.

Евангелион-00

#### Евангелион модуля-00
Евангелион-00 (яп. エヴァンゲリオン零号機 Эвангэрион Дзэрого:ки, Евангелион, машина № 0) — первый успешный прототип Евангелиона. При вариативном прочтении кандзи, возможен вариант названия «Рэйгоки», которое намекает на его пилота.
Пилот: Первое Дитя, Рей Аянами.

Резидентная душа: Статус неизвестен.

Внешность: Внешний вид шлема аналогичен неудачным предшественникам, то есть имеет два отверстия в верхней части. Имеет один красный глаз-камеру на лице (как у циклопа) и похожую структуру зелёного цвета на темени; помимо неё, на темени присутствует «заглушка», прикрывающая второе отверстие. Играют ли какую-либо роль эти устройства на голове, не объясняется. Собственные глаза Евангелиона в сериале не показаны. Пасть Евы, предположительно, заблокирована бронёй, так как ни разу за сериал не открывается. Ева-00 — единственная из оригинальных Ев, которая не была показана хотя бы частично без своей брони (Ева-02 была показана в The End of Evangelion, а части Евы-01 — множество раз в сериале). Броня первоначально окрашена в оранжевый цвет, как и у предыдущих прототипов. После серьёзных повреждений в бою с Ангелом Рамиилом, заменена на аналогичную броне Ев-01 и 02 и перекрашена в синий с белыми светящимися полосами (в манге некоторые части оранжевой брони остаются). Несмотря на то, что обновление брони Евы-00 сделало её похожей на последующие Евангелионы, всё ещё остаются некоторые различия и ограничения. Плечевые «крылья», добавленные к броне Евы-00 (которые также присутствуют на Еве-01 и 02), содержат реактивные двигатели, как показано в 11-м эпизоде во время боя с 9-м Ангелом, Маториилом. Поскольку это только прототип, Ева-00 не может использовать оборудование Д-типа.

Произведён в Токио-3.

Операции: Находясь в нём Рей самостоятельно уничтожила 15-го и 16-го Ангелов, участвовала в уничтожении 5-го, 9-го и 10-го Ангелов и была побеждена в боях с 13-м и 14-м Ангелами.

Уничтожен. В бою с 16-м Ангелом, Алмисаилом, чтобы прикончить Ангела, Рей запускает самоуничтожение.
Данная Ева два раза приходила в состояние бешенства на тестовых запусках, это были тестовые запуски с Аянами Рей и Синдзи Икари. Оба раза она планомерно пыталась разрушить комнату наблюдения с находящимися людьми в ней.
В Evangelion: 1.0 You Are (Not) Alone к оранжевой окраске Евангелиона-00 добавляются белые участки, бёдра и предплечья почти полностью становятся серого цвета.

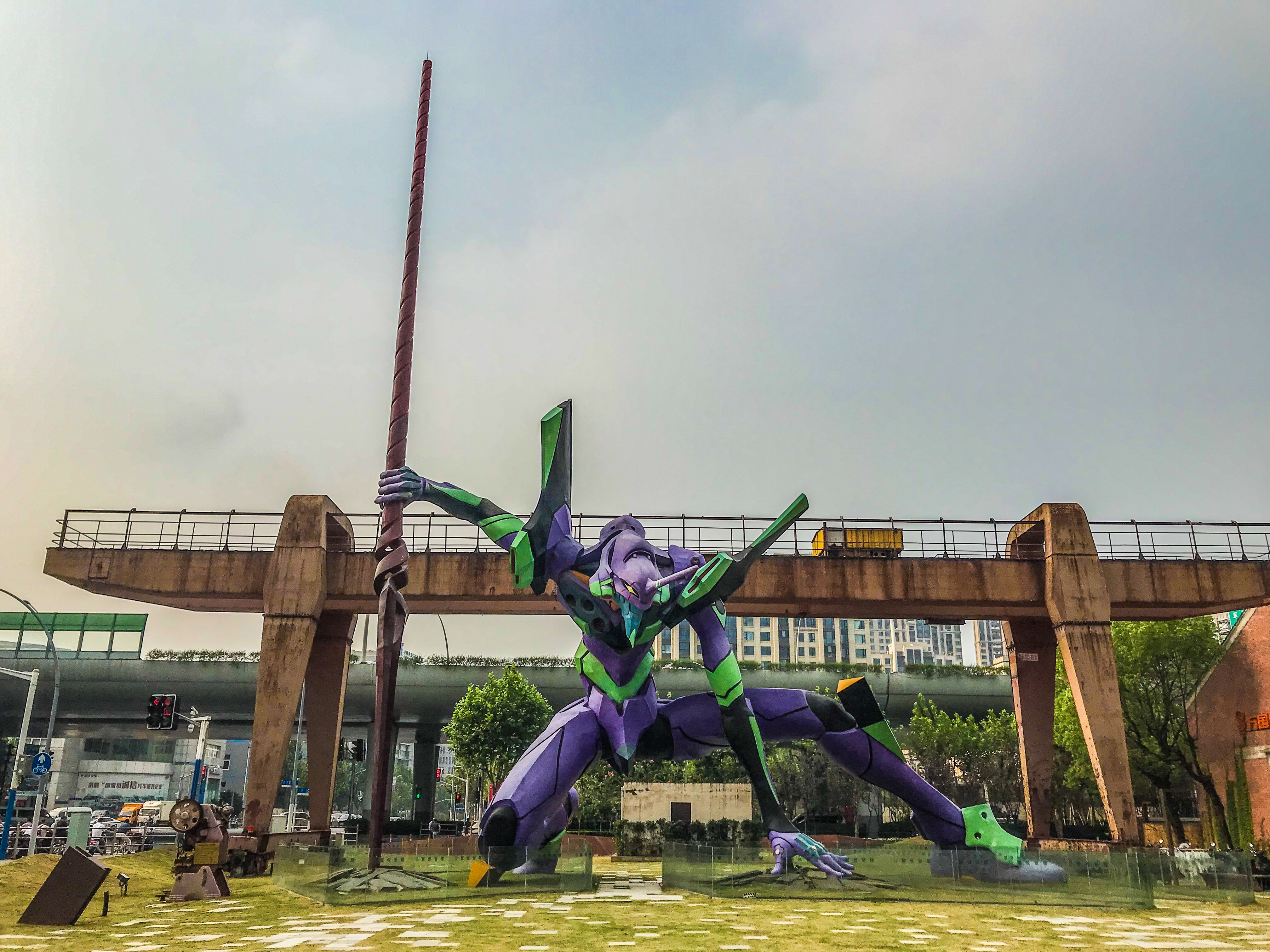
Евангелион-01, скульптура на территории Shanghai Metallurgical & Mine Machinery Factory (Китай)

#### Евангелион модуля-01
Евангелион-01 (яп. エヴァンゲリオン初号機 Эвангэрион Сёго:ки, Евангелион, первая машина) — тестовый прототип Евангелиона, предназначенный для контактного эксперимента.
Пилот: Третье Дитя, Синдзи Икари.

Резидентная душа: Юи Икари.

Внешность: Броня преимущественно окрашена в фиолетовый цвет, с элементами кислотно-зелёного, светло-синего, оранжевого и чёрного. Зелёные и оранжевые участки слабо светятся в темноте. Видимых глаз-камер нет, используются оба собственных глаза Евангелиона, пасть свободно открывается. Отличительные черты — длинный острый подбородок и рог на шлеме (которые придают Еве откровенно зловещий вид, некоторые персонажи замечают, что Ева-01 похожа на демона). Нагрудные броневые пластины имеют уникальный дизайн. Гуманоидная сущность под бронёй имеет светло-коричневую кожу, два зелёных четырёхзрачковых глаза, четыре маленькие ноздри, расположенные полукругом, и красную кровь.

Произведён в Токио-3.

Операции: Находясь в нём Синдзи самостоятельно уничтожил 4-го и 17-го Ангелов и участвовал в совместных операциях против 5-го, 7-го, 8-го, 9-го, 10-го и 16-го Ангелов. В бешенстве Евангелион-01 самостоятельно уничтожил 3-го, 12-го и 14-го Ангелов, 13-й Ангел убит под управлением псевдопилота. Откровенных поражений на счету Евы-01 нет.
В отличие от прочих Евангелионов, происходит от Лилит. Данный Евангелион двигался без энергии по крайней мере три раза за весь сериал. В 19-м эпизоде Ева-01 после уничтожения Ангела поглотила тело Ангела и его S²-двигатель, а затем успешно взаимодействовала с ним. Помимо этого Ева-01 также успешно работала даже в отсутствие пилота или псевдопилота — например, в первой серии она самостоятельно защитила Синдзи от падающей балки. Данная Ева особо ценится Гэндо, вплоть до готовности пожертвовать всеми остальными. Во время комплементации Ева-01 оказалась центром Удара, но вынесла это, как и хотела Юи Икари.
В манге, в отличие от сериала Евангелион-01 имеет собственную личность и пытается выдавать себя за Юи Икари. Кроме того, Рей и данный Евангелион вступают в телепатический контакт, во время которого она заставляет его сбросить личину Юи. Однако, как и в сериале, он также несёт в себе душу Юи, которая пробуждается после того как Синдзи, видя истинный облик Евы, зовёт на помощь свою маму.
В Evangelion: 1.0 You Are (Not) Alone Евангелион-01 получил больше зелёных участков, а интенсивность их свечения была усилена. Нож и его механизм хранения также переделаны, но в большинстве своём броня не изменилась. Во время его боя с Сакиилом примечания на экранах указывают, что Сакиил имеет тип крови «Blue 04» (англ. Синий 04) (так как он четвёртый Ангел), а Ева-01 тип крови «Blue A*», вероятно это указание на происхождение Евангелионов от Ангелов. Самусиил и Рамиил идентифицированы как имеющие тип крови «Blue 05» и «Blue 06», соответственно. Во время боя с Самусиилом, собственная кожа Евангелиона была показана более светлой, чем в сериале.

## Промышленные модели Евангелионов

Евангелион-02

### Евангелион модуля-02
Евангелион-02 (яп. エヴァンゲリオン弐号機 Эвангэрион Ниго:ки, Евангелион, машина № 2) — первая полностью функционирующая боевая модель Евы.
Пилот: Второе Дитя, Аска Лэнгли.

Резидентная душа: Кёко Цеппелин.

Внешность: Броня преимущественно окрашена в красный цвет, белая полоса вокруг шлема, жёлто-чёрные руки. Рот Евангелиона свободно открывается. Головная броня имеет две подвижные части «забрала», одна прикрывает челюсти и нижнюю пару глаз, вторая — верхнюю пару глаз. Эти пластины навесные и могут сдвигаться, открывая и закрывая собой глаза Евангелиона. Между пластинами установлены четыре зелёных круглых камеры-глаза, дублирующих собственные глаза Евангелиона. Имеет скрытое оружие — многоствольную пушку, которая стреляет дробью из игл. Механизм действия забрал можно увидеть во время подводной части боя с Гагиилом. Ева-02 имеет синюю кровь, что можно увидеть в бою с 14-м Ангелом Зеруилом, когда он отрубает Еве руки. У Евангелиона-02 коричневая кожа и оранжевые четырёхзрачковые глаза, это можно увидеть, когда его разрывают на части серийные Евангелионы.

Произведён в немецком отделении Nerv, доставлен в Японию флотом ООН (флагман флота — «Over the rainbow»).

Операции: Находясь в нём, Аска самостоятельно уничтожила 8-го Ангела, участвовала в совместных операциях против 6-го, 7-го, 9-го, 10-го и 12-го Ангелов и была побеждена 13-м, 14-м и 15-м Ангелами.

Уничтожен перед началом Третьего удара серийными Евангелионами.
Ева-02 один раз продемонстрировала возможность работы без энергии — в The End of Evangelion, после того, как сели её батареи, она вместе с Аской продолжала тянуться к серийным Евам. К тому моменту они обе были серьёзно ранены и ни на что большее их не хватило. В двух случаях был зарегистрирован необыкновенно высокий уровень синхронизации Евангелиона-02: в бою с 6-м Ангелом Гагиилом, когда в капсуле находились двое пилотов, и под контролем 17-го Ангела Табриса.
Ева-02 кратко показана в рекламном ролике Evangelion: 2.0 You Can (Not) Advance после завершения первого фильма серии. Её десантируют с гигантского самолёта, и видно, что у Евы появились пара маленьких рожек на шлеме и ещё пара рожек на скулах у рта.

Евангелион-03

### Евангелион-03
Евангелион-03 (яп. エヴァンゲリオン参号機 Эвангэрион Санго:ки, Евангелион, машина № 3) — вторая боевая модель Евангелиона.
Пилот: Четвёртое Дитя, Тодзи Судзухара; в фильмах серии Rebuild of Evangelion — Второе Дитя, Сикинами Аска Лэнгли.

Резидентная душа: Неизвестны.

Внешность: Слабо отличается от первой промышленной модели. Евангелион-03 имеет нетипичный цвет брони — очень тёмный, близкий к чёрному, тёмно-синий цвет и бело-розовые светящиеся полосы. Оба глаза и пасть Евангелиона не блокированы. Голова имеет странную «хищную» форму — верхушка головы сильно скруглена, а челюсть и шея непропорционально увеличены в размерах.

Произведён во 2-м отделении Nerv (Nerv-01) в Массачусетсе, США, доставлен в Японию транспортным самолётом.

Уничтожен в 18-й серии. При транспортировке Евангелион-03 был инфицирован и во время тестового запуска взят под контроль 13-м Ангелом. Безвозвратно уничтожен Евангелионом-01 под управлением псевдопилота.

Евангелион-03 показан в ролике ко второму фильму серии Rebuild of Evangelion. Как и предыдущие Евангелионы, он почти не изменился.

Евангелион-04

### Евангелион-04
Евангелион-04 (яп. エヴァンゲリオン四号機 Эвангэрион Ёнго:ки, Евангелион, машина № 4) — третья боевая модель Евы с пробной установкой S² двигателя. Не появлялась в сериале.
Пилот, резидентная душа. Неизвестны.

Внешность. Фактически идентична модели 03. Согласно материалам Gainax, модель окрашена в серебряный цвет, с чёрными и красными деталями.

Произведён в 3-м отделении Nerv (Nerv-02) в Неваде, США.

Уничтожен вместе со всем невадским отделением Nerv при невыясненных обстоятельствах, скорее всего, связанных с пробным запуском S²-двигателя (возможно, саботаж). Не установлено, был ли робот активирован или нет.

### Другие промышленные модели
Согласно словам Мисато в 22-м эпизоде, изначально планировалось, что Ева-05 и Ева-06 будут более-менее продолжать производственную модель, использованную для Ев 02-04. Тем не менее, когда Seele начал производство серийных моделей Ев 05-13, эти планы были свёрнуты. Незаконченные изначальные Евы-05 и 06 были разобраны на запчасти для ремонта Евы-00 и 02 после их битвы с Ангелом Зеруилом. Продолжая традицию японских названий для Евангелионов, Ева-05 и 06 должны были стать «Гогоки» и «Рокугоки», соответственно.

«Морда» Серийного Евангелиона

### Серийные Евангелионы
Для выполнения своей основной задачи Seele создаёт девять идентичных друг другу Евангелионов (модели 05-13).
Пилоты: Неизвестны, в The End of Evangelion показаны вставленные в каждого из роботов капсулы с надписями «Kaworu» и порядковым номером.

Резидентные души и матрицы личности: Неизвестны.

Внешность: Роботы имеют одинаковое строение и преимущественно окрашены в белый цвет. Физическое строение отличается от оригинальных Ев, они уже в плечах и груди и шире в бёдрах. Но самое сильное различие — это складные деформирующиеся крылья, обладающие силой, достаточной для свободного полёта, и головы, которые, в отличие от человекообразных голов оригиналов, выпрямлены и сглажены, наподобие китовых. Длинные челюсти, выраженные мускулы-губы, длинные серые языки и множество слюны. У них нет видимых глаз. Кроме того, у них нет креплений над плечами и усиленной брони на грудной клетке. В качестве основного оружия используют репликанты Копья Лонгиния. Ведут себя подобно животным — демонстрируют невероятную жестокость, когда окружают побеждённую Еву-02 с воздуха таким образом, как это делают грифы-падальщики, и разрывают её на части.

Места производства не уточняются.

Уничтожены в процессе Комплементации. В The End of Evangelion серийные Евы играют значительную роль в осуществлении ритуала, приводящего к Третьему удару и комплементации по сценарию Seele. Они участвуют в нём, взаимодействуют с Евангелионом-01 и его пилотом, формируют Дерево Сефирот, а затем совершают самоубийства, проткнув свои ядра копьями-репликантами. После Третьего Удара они падают замертво на Землю.
Все серийные Евы используют S² двигатели как источники энергии, благодаря чему обладают полной мобильностью и неограниченным сроком действия. Они могут полностью восстановиться, несмотря на серьёзные повреждения без регенерации.
Имеют AT-поле, так как были посланы в бой с Евой-02. Также AT-поля серийных Ев были зарегистрированы после построения дерева Сефирота.

## Связанные события
В апреле 2010 года сайт Yahoo! Japan провёл опрос среди фанатов на тему того, хотят ли они увидеть бюст Евангелиона в натуральную величину, и если да, то какой именно Евангелион должен быть взят за основу. В первом опросе с большим отрывом лидировал ответ «да» (97 % голосов). Во втором — Евангелион-01 (78 % голосов). На вопрос о том, что следует прокричать перед Евангелионом, большинство ответило «я — пилот Евы-01, Икари Синдзи!» (36 % голосов). Спустя месяц было анонсировано создание павильона, содержащего бюст Евангелиона-01 в натуральную величину, и воспроизводящего сцену, в которой главный персонаж сериала Синдзи Икари впервые видит Еву. Также был доступен макет контактной капсулы Евангелиона в натуральную величину, где за определённую плату можно будет сфотографировать и иные аттракционы. В общей сложности, стоимость павильона планировалась равной 150 миллионам иен (около 1,6 миллионов долларов). Площадь — 1460 м². 15 июля завершённый бюст Евангелиона был представлен прессе, и 23 июля состоялось открытие павильона. На 19 марта 2011 года также планировался показ бюста Евангелиона-02 в режиме «Зверя» в момент его встречи с Синдзи. Однако, землетрясение 2011 года привело к отсрочке проекта.

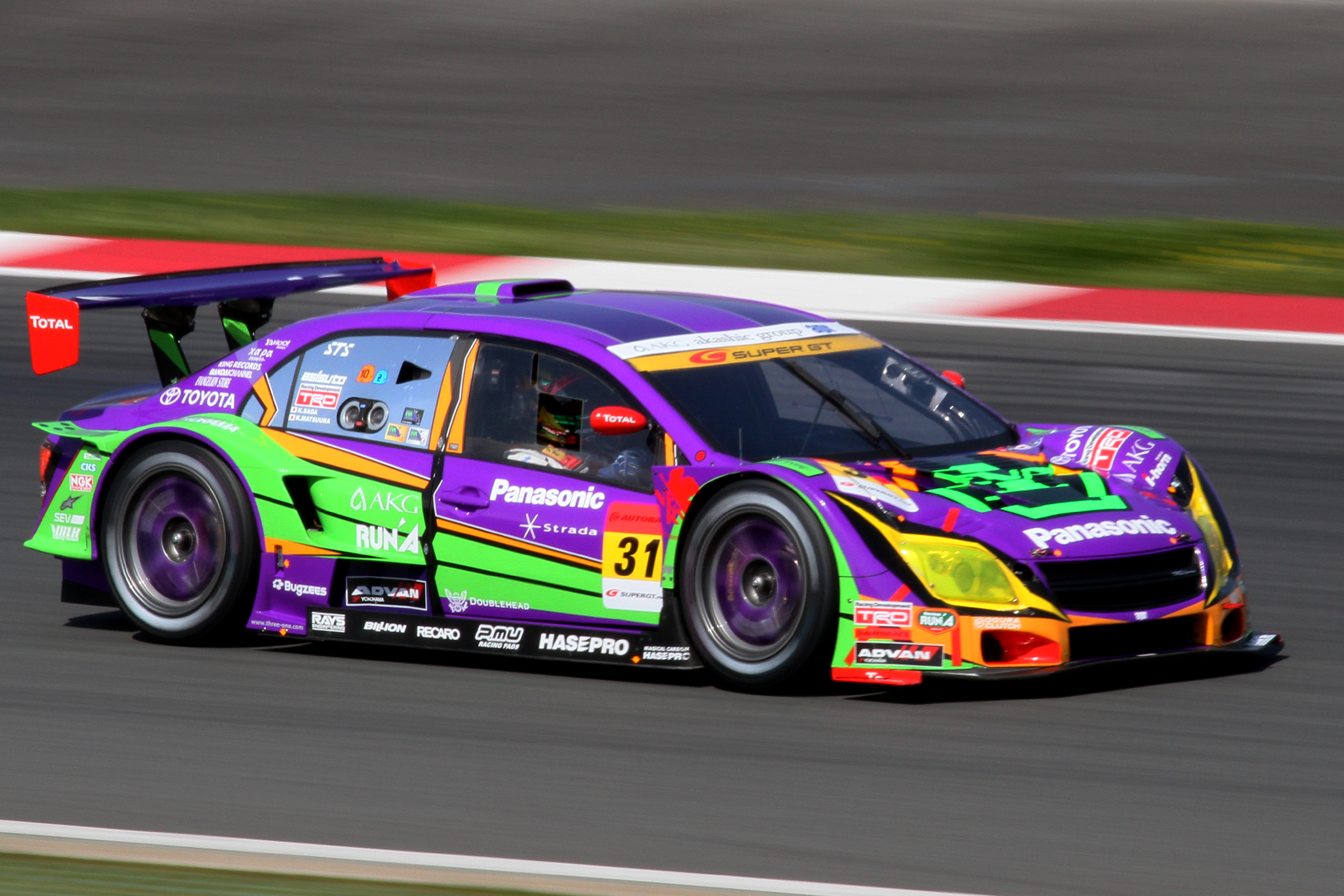

В апреле 2010 года было заявлено, что владельцы авторских прав на сериал выступят спонсором команды «apr» выступающей в классе GT300 в чемпионате Super GT, команда дебютировала в третьем заезде. Ранее эта команда, возглавляемая Хирото Канэсо, выигрывала гонку четыре раза. Как было заявлено, машина команды Toyota Corolla Axio должна была получить уникальный логотип «Eva Racing» и раскраску, повторяющую раскраску Евангелиона-01. Позднее также был открыт набор частных спонсоров, которые в зависимости от взноса делились на «серебряных» (двенадцать тысяч иен), «золотых» (тридцать тысяч иен) и «чёрных» (пятьдесят тысяч иен). Сделавшим наибольший взнос «чёрным» вручались календари, а также фигурки пилотов Евангелионов 00 и 02, Рей Аянами и Сорью Аски Лэнгли, в форме «королев трассы». Помимо этого, сделавшие взнос получали возможность наблюдать за гонками, а также пропуск в паддок.
Во время дебюта в первых числах мая одежда гонщиков Коки Саги и Косукэ Мацуры повторяла контактный комбинезон пилота Евангелиона-01,Синдзи Икари. Одежда же «королев трассы» Ноа Мидзутани и Юны Тибы повторяла контактные комбинезоны пилотов Евангелионов 00 и 02 Рей и Аски. Также, в команду «королев трассы» входила модель Тэруми Идзуми с косплеем героини «Rebuild of Evangelion», Мари Илластриэс Макинами. В своём первом квалификационном заезде команда заняла четырнадцатое место. Сам же заезд команда завершила на девятом месте. В следующем месяце команда заняла восьмое место как в квалификационном, так и в основном заездах. В пятом заезде, состоявшемся в июле, команда поднялась до второго места в квалификационном заезде и третьего места в самой гонке. Наконец, в шестом заезде, команда заняла девятое место в квалификационном заезде и не финишировала в гонке. В восьмом заезде (седьмой был отменён из-за тайфуна) команда заняла 15 место в квалификационном заезде и 19 в основном.
В 2019 году в Британии была выдвинута петиция о замене статуи Черчилля статуей Евангелиона. По мнению автора петиции, ни один Евангелион не стал причиной какого-либо голода и не присваивал себе чужой работы. И кроме того, он выглядит круче, чем Черчилль. Для петиции удалось собрать более сотни подписей. Один из подписавшихся обосновал свои действия тем, что Евангелион более важен для современной Британии, чем человек, моривший голодом тысячи человек в Бенгалии..